# Fred Again
Фредерик Джон Филип Гибсон (англ. Frederick John Philip Gibson; род. 19 июля 1993, Лондон), более известный как Fred Again (стилизуется как Fred again..) или просто FRED ― британский продюсер, исполнитель, автор песен и DJ.

## Ранняя жизнь
Фредерик Джон Филип Гибсон родился 19 июля 1993 года в Балхэм, районе Южного Лондона.
Является сыном королевского советника, барристера Чарльза Энтони Уорнфорда Гибсона и Мэри Энн Фрэнсис Морган, членов британской палаты пэров. Он правнук аристократа и финансиста Шейна О’Нила, 3-го барона О’Нила и британской светской львицы Энн Флеминг (которая позже вышла замуж за создателя Джеймса Бонда Яна Флеминга).
В 2006—2011 годах посещал частную школу-интернат Marlborough College, которая находится в городе Марлборо, графство Уилтшир, Англия.

## Карьера

### Начало
В 16 лет Фредерик присоединился к группе а капелла в лондонской студии Брайана Ино, который в то время был соседом его семьи. В 2015 году работал вместе с Roots Manuva над альбомом «Bleeds». Затем он записал пару треков к альбому Elle Goulding «Delirium», сингл «After the Afterparty» в соавторстве с Stefflon Don и Charli XCX в 2016 году. В дальнейшем он продолжает сотрудничать с большим количеством музыкантов, в том числе Шон Мендес, Рита Ора и Джесс Глинн.
Фредерику Гибсону также приписывают написание/продюсирование 12 из 15 треков из альбома «No.6 Collaborations Project» Эда Ширана, песни которого на протяжении 14 недель находились в верхних строчках чартов.
В 2020 году на Brit Awards выиграл в номинации Продюсер года, что сделало его самым молодым обладателем данной награды.

### Проект«Actual Life»
В 2019 году начал проект под названием «Actual Life», где он собирает нарезки из различных источников — таких как голосовые заметки, клипы из социальных сетей и музыку других исполнителей — и включает их в оригинальные треки. В апреле 2021 года Гибсон выпустил первый из этих альбомов под названием Actual Life (April 14 — December 17 2020), который он описал как «совместный дневник», отражающий его жизненный опыт во время пандемии COVID-19. Он выпустил продолжение, Actual Life 2 (February 2 — October 15 2021), позже в том же году, в ноябре.
В июле 2022 года Гибсон исполнил сет для «Boiler Room» в Лондоне, который получил одобрение критиков и привел к резкому росту его популярности. На той же неделе он выпустил сингл «Turn On the Lights again..» с Swedish House Mafia, который является сэмплом сингла Future 2012 года «Turn On the Lights».
Третий сольный студийный альбом Гибсона, Actual Life 3 (January 1 — September 9 2022), был выпущен 28 октября 2022 года. Ему предшествовали пять синглов: «Danielle (Smile on My Face)», «Bleu (Better with Time)», «Kammy (Like I Do)», «Delilah (Pull me out this)» и «Clara (The Night Is Dark)». За данный альбом в 2024 году получил премию «Грэмми» в номинации «Лучший танцевальный/электронный альбом».

### Туры
Дебютный тур Гибсона, который проходил с октября 2022 по февраль 2023 года, был полностью распродан на всех 15 концертах, которые проходили в Европе, Америке, Новой Зеландии и Австралии. До этого тура он выступал на спорадических поп-ап-шоу и фестивалях, начиная с конца 2021 года, таких как вышеупомянутая Boiler Room и going B2B со Swedish House Mafia.
В апреле 2023 года выступал в качестве одного из хедлайнеров фестиваля Coachella.
Также у Фредерика был гастрольный тур в июне-августе 2023 года по некоторым европейским странам (Испания, Франция, Португалия, Великобритания, Бельгия, Ирландия), а также в США. В 2024 году проводил выступления в рамках различных фестивалей в европейских странах.

## Дискография

### Студийные альбомы

#### Соло
| Название                                     | Информация об альбоме                                                                                           | Высшие позиции в чартах | Высшие позиции в чартах | Высшие позиции в чартах | Высшие позиции в чартах | Высшие позиции в чартах | Высшие позиции в чартах | Высшие позиции в чартах | Высшие позиции в чартах | Высшие позиции в чартах | Высшие позиции в чартах |
| -------------------------------------------- | --- | ----------------------- | ----------------------- | ----------------------- | ----------------------- | ----------------------- | ----------------------- | ----------------------- | ----------------------- | ----------------------- | ----------------------- |
| Название                                     | Информация об альбоме                                                                                           | UK                      | AUS                     | BEL (FL)                | GER                     | IRE                     | LIT                     | NLD                     | NZ                      | SWE                     | SWI                     |
| Actual Life (April 14 — December 17 2020)    | - Дата релиза: 16 апреля 2021 - Лейбл: Again.. Records - Формат: Цифровое скачивание, стриминг, винил           | —                       | 79                      | 127                     | —                       | —                       | —                       | 65                      | —                       | —                       | —                       |
| Actual Life 2 (February 2 — October 15 2021) | - Дата релиза: 19 ноября 2021 - Лейбл: Atlantic Records UK - Формат: Цифровое скачивание, стриминг, винил       | —                       | —                       | 176                     | —                       | —                       | —                       | —                       | —                       | —                       | —                       |
| Actual Life 3 (January 1 – September 9 2022) | - Дата релиза: 28 октября 2022 - Лейбл: Atlantic Records UK - Формат: Цифровое скачивание, стриминг, винил      | 4                       | 8                       | 10                      | 27                      | 2                       | 29                      | 11                      | 6                       | 48                      | 40                      |
| Ten Days                                     | - Дата релиза: 6 сентября 2024 года - Лейбл: Atlantic Records UK - Формат: Цифровое скачивание, стриминг, винил | 7                       | 3                       | 3                       | 41                      | 11                      | 23                      | 11                      | 5                       | 18                      | 4                       |

#### Совместные альбомы
| Название                              | Детали альбома                                                                             | Высшие позиции в чартах |
| ------------------------------------- | ------------------------------------------------------------------------------------------ | ----------------------- |
| Название                              | Детали альбома                                                                             | UK                      |
| Gang (совместно с Headie One)         | - Дата выхода: 3 апреля 2020 - Лейбл: Relentless - Формат: Цифровое скачивание, стриминг   | 49                      |
| Secret Life (совместно с Брайном Ино) | - Дата выхода: 5 мая 2023 - Лейбл: Text - Формат: Цифровое скачивание, стриминг, винил, CD | н/д                     |

#### Сборники
| Название | Детали                                                                                             | Высшие позиции в чартах |
| Название | Детали                                                                                             | IRE                     |
| -------- | -------------------------------------------------------------------------------------------------- | ----------------------- |
| USB      | - Дата релиза: 18 января 2022 - Лейбл: Atlantic Records UK - Формат: цифровое скачивание, стриминг | 82                      |

#### Расширенные издания
| Название    | Детали                                                                                      |
| ----------- | ------------------------------------------------------------------------------------------- |
| Actual Life | - Дата релиза: 15 мая 2020 - Лейбл: Again.. Records - Формат: Цифровое скачивание, стриминг |

### Синглы
| Название                                                                          | Год  | Высшие позиции в чартах | Высшие позиции в чартах | Высшие позиции в чартах | Высшие позиции в чартах | Высшие позиции в чартах | Сертификации                      | Альбом                                       |
| Название                                                                          | Год  | UK                      | AUS                     | IRE                     | NLD                     | NZ Hot                  | Сертификации                      | Альбом                                       |
| --------------------------------------------------------------------------------- | ---- | ----------------------- | ----------------------- | ----------------------- | ----------------------- | ----------------------- | --------------------------------- | -------------------------------------------- |
| «Kyle (I Found You)»                                                              | 2019 | —                       | —                       | —                       | —                       | —                       |                                   | Actual Life                                  |
| «Charades» (совместно с Headie One)                                               | 2020 | 57                      | —                       | —                       | —                       | —                       |                                   | Gang                                         |
| «Marnie (Wish I Had U)»                                                           | 2020 | —                       | —                       | —                       | —                       | —                       |                                   | Actual Life                                  |
| «Gang» (совместно с Headie One)                                                   | 2020 | 51                      | —                       | —                       | —                       | —                       |                                   | Gang                                         |
| «Jessie (I Miss U)»                                                               | 2020 | —                       | —                       | —                       | —                       | —                       |                                   | —                                            |
| «Don’t Judge Me» (совместно с FKA Twigs и Headie One)                             | 2021 | —                       | —                       | —                       | —                       | —                       |                                   | Gang                                         |
| «Marea (We've Lost Dancing)» (совместно с The Blessed Madonna)                    | 2021 | 36                      | —                       | 41                      | 11                      | —                       | - BPI: Золотая - ARIA: Золотая    | Actual Life (April 14 — December 17 2020)    |
| «Dermot (See Yourself in My Eyes)» (при участии Dermot Kennedy)                   | 2021 | —                       | —                       | —                       | —                       | —                       |                                   | Actual Life (April 14 — December 17 2020)    |
| «Baxter (These Are My Friends)» (совместно с Baxter Dury)                         | 2021 | —                       | —                       | —                       | —                       | —                       |                                   | Actual Life 3 (January 1 — September 9 2022) |
| «Billie (Loving Arms)»                                                            | 2021 | —                       | —                       | —                       | —                       | —                       |                                   | Actual Life 2 (February 2 — October 15 2021) |
| «Hannah (The Sun)»                                                                | 2021 | —                       | —                       | —                       | —                       | —                       |                                   | Actual Life 2 (February 2 — October 15 2021) |
| «Homies» (при участии Henry Wu)                                                   | 2021 | —                       | —                       | —                       | —                       | —                       |                                   | Actual Life 3 (January 1 — September 9 2022) |
| «Faisal (Envelops Me)»                                                            | 2021 | —                       | —                       | —                       | —                       | —                       |                                   | Actual Life 2 (February 2 — October 15 2021) |
| «Lights Out» (совместно с Romy и HAAi)                                            | 2022 | —                       | —                       | —                       | —                       | —                       |                                   | USB                                          |
| «Admit It (U Don’t Want 2)» (совместно с India Jordan)                            | 2022 | —                       | —                       | —                       | —                       | —                       |                                   | USB                                          |
| «Jungle»                                                                          | 2022 | 78                      | 52                      | 61                      | —                       | —                       | - ARIA: Золотая                   | USB                                          |
| «Turn On the Lights again..» (совместно с Swedish House Mafia при участии Future) | 2022 | 27                      | 71                      | 23                      | —                       | —                       | - BPI: Серебряная - ARIA: Золотая | USB                                          |
| «Danielle (Smile on My Face)»                                                     | 2022 | 61                      | —                       | 41                      | —                       | —                       |                                   | Actual Life 3 (January 1 — September 9 2022) |
| «Bleu (Better совместно с Time)»                                                  | 2022 | —                       | —                       | —                       | —                       | —                       |                                   | Actual Life 3 (January 1 — September 9 2022) |
| «Kammy (Like I Do)»                                                               | 2022 | —                       | —                       | —                       | —                       | 14                      |                                   | Actual Life 3 (January 1 — September 9 2022) |
| «Delilah (Pull Me Out of This)»                                                   | 2022 | 35                      | 25                      | 29                      | —                       | 16                      | - ARIA: Золотая                   | Actual Life 3 (January 1 — September 9 2022) |
| «Clara (The Night Is Dark)»                                                       | 2022 | 62                      | —                       | 43                      | —                       | 6                       |                                   | Actual Life 3 (January 1 — September 9 2022) |
| «Strong» (совместно с Romy)                                                       | 2022 | —                       | —                       | —                       | —                       | 28                      |                                   | TBA                                          |
| «Rumble» (совместно с Skrillex и Flowdan)                                         | 2023 | 19                      | 32                      | 29                      | —                       | 2                       |                                   | Quest for Fire, USB                          |
| «Mike (Desert Island Duvet)» (совместно с The Streets и Dermot Kennedy)           | 2023 | 78                      | —                       | 44                      | —                       | 11                      |                                   | —                                            |
| «Baby again..» (совместно с Skrillex и Four Tet)                                  | 2023 | 52                      | 70                      | 44                      | —                       | 3                       |                                   | USB                                          |
| "Adore U" (совместно с Obongjayar)                                                | 2023 | 4                       | 41                      | 1                       | 80                      | 3                       | - BPI: Золотая                    | TBA                                          |
| "Ten" (совместно с Jozzy)                                                         | 2023 | 16                      | 89                      | 13                      | —                       | 2                       |                                   | TBA                                          |
| "Leavemealone" (совместно с Baby Keem)                                            | 2023 | 11                      | 13                      | 21                      | —                       | 1                       | - BPI: Серебряная                 | USB                                          |
| "Stayinit" (совместно с Lil Yachty и Overmono)                                    | 2024 | 53                      | 53                      | 57                      | —                       | 4                       |                                   | USB                                          |
| "Places to Be" (совместно с Anderson.Paak and Chika)                              | 2024 | 35                      | 51                      | 43                      | —                       | 27                      | - ARIA: Platinum - RMNZ: Gold     | Ten Days                                     |
| "Light Dark Light" (with Angie McMahon)                                           | 2024 | —                       | —                       | —                       | —                       | —                       |                                   | Two More Days                                |
| «—» означает, что запись не была представлена в чарте                             |      |                         |                         |                         |                         |                         |                                   |                                              |

## Награды и номинации
| Год  | Премия                        | Работа                                       | Категория                                | Результат |
| ---- | ----------------------------- | -------------------------------------------- | ---------------------------------------- | --------- |
| 2016 | Ivor Novello Awards           | «Cargo» (с Roots Manuva)                     | Лучшая современная песня                 | Номинация |
| 2018 | A&R Awards                    | Fred Again                                   | Автор песен года                         | Финалист  |
| 2019 | Ivor Novello Awards           | «Shotgun (песня)» (George Ezra)              | Лучшая представленная музыкальная работа | Номинация |
| 2020 | Brit Awards                   | Fred Again                                   | Продюсер года                            | Победа    |
| 2021 | Grammy Awards                 | «Both Of Us» (Jayda G)                       | Лучшая танцевальная запись               | Номинация |
| 2022 | Brit Awards                   | Fred Again                                   | Лучшее танцевальное выступление          | Номинация |
| 2022 | DJ Mag Best of British Awards | Fred Again                                   | Лучшее живое выступление                 | Победа    |
| 2022 | Grammy Awards                 | «Bad Habits» (Ed Sheeran)                    | Песня года                               | Номинация |
| 2022 | Libera Awards                 | «Stay High again..»                          | Лучшая танцевальная запись               | Номинация |
| 2023 | Brit Awards                   | Fred Again                                   | Артист года                              | Номинация |
| 2023 | Brit Awards                   | Fred Again                                   | Танцевальный номер                       | Номинация |
| 2023 | Brit Awards                   | Actual Life 3 (January 1 — September 9 2022) | Альбом года                              | Номинация |
| 2023 | A&R Awards                    | Fred Again                                   | Продюсер года                            | Номинация |
| 2023 | A&R Awards                    | Fred Again                                   | Автор песен года                         | Номинация |
| 2023 | A&R Awards                    | "Adore U"                                    | Песня года                               | Номинация |
| 2024 | Grammy Awards                 | Fred Again                                   | Лучший новый исполнитель                 | Номинация |
| 2024 | Grammy Awards                 | "Strong" (совместно с Romy)                  | Лучшая танцевальная/электронная запись   | Номинация |
| 2024 | Grammy Awards                 | "Rumble" (совместно с Skrillex и Flowdan)    | Лучшая танцевальная/электронная запись   | Победа    |
| 2024 | Grammy Awards                 | Actual Life 3 (January 1 – September 9 2022) | Лучший танцевальный/электронный альбом   | Победа    |
| 2024 | Brit Awards                   | Fred again..                                 | Артист года                              | Номинация |
| 2024 | Brit Awards                   | Fred again..                                 | Танцевальный номер                       | Номинация |
| 2024 | Ivor Novello Awards           | "Enough" (with Brian Eno)                    | Лучшая современная песня                 | Номинация |
| 2024 | UK Music Video Awards         | "stayinit" (with Lil Yachty & Overmono)      | Лучшее танцевальное/электронное видео    | Номинация |
| 2024 | UK Music Video Awards         | "Places to Be" (with Anderson .Paak & Chika) | Лучшее живое видео                       | Победа    |